# NGC 1405
NGC 1405 je galaksija u zviježđu Eridan.

## Vanjske poveznice
- SEDS: NGC 1405